# 萊武奧河

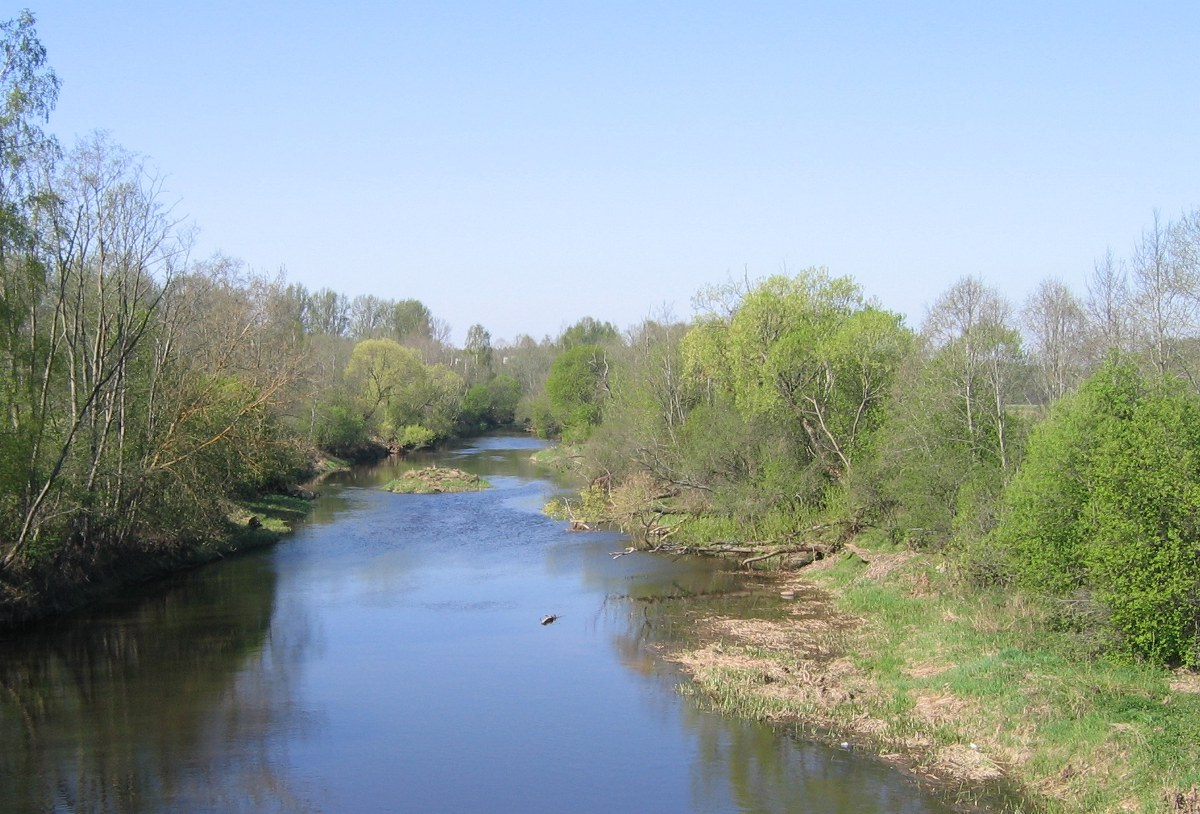

萊武奧河是立陶宛的河流，位於該國北部，屬於穆沙河的右支流，河道全長148公里，流域面積1,588平方公里，河道上有29個島嶼，總面積7.8公畝，相連該河與內韋日斯河的水道在1931年建成。
56°05′N 24°26′E / 56.083°N 24.433°E